# Accademia dei Facchini della Val di Blenio
L'Accademia dei Facchini della Val di Blenio è un'accademia fondata a Milano nel 1560.

## Storia

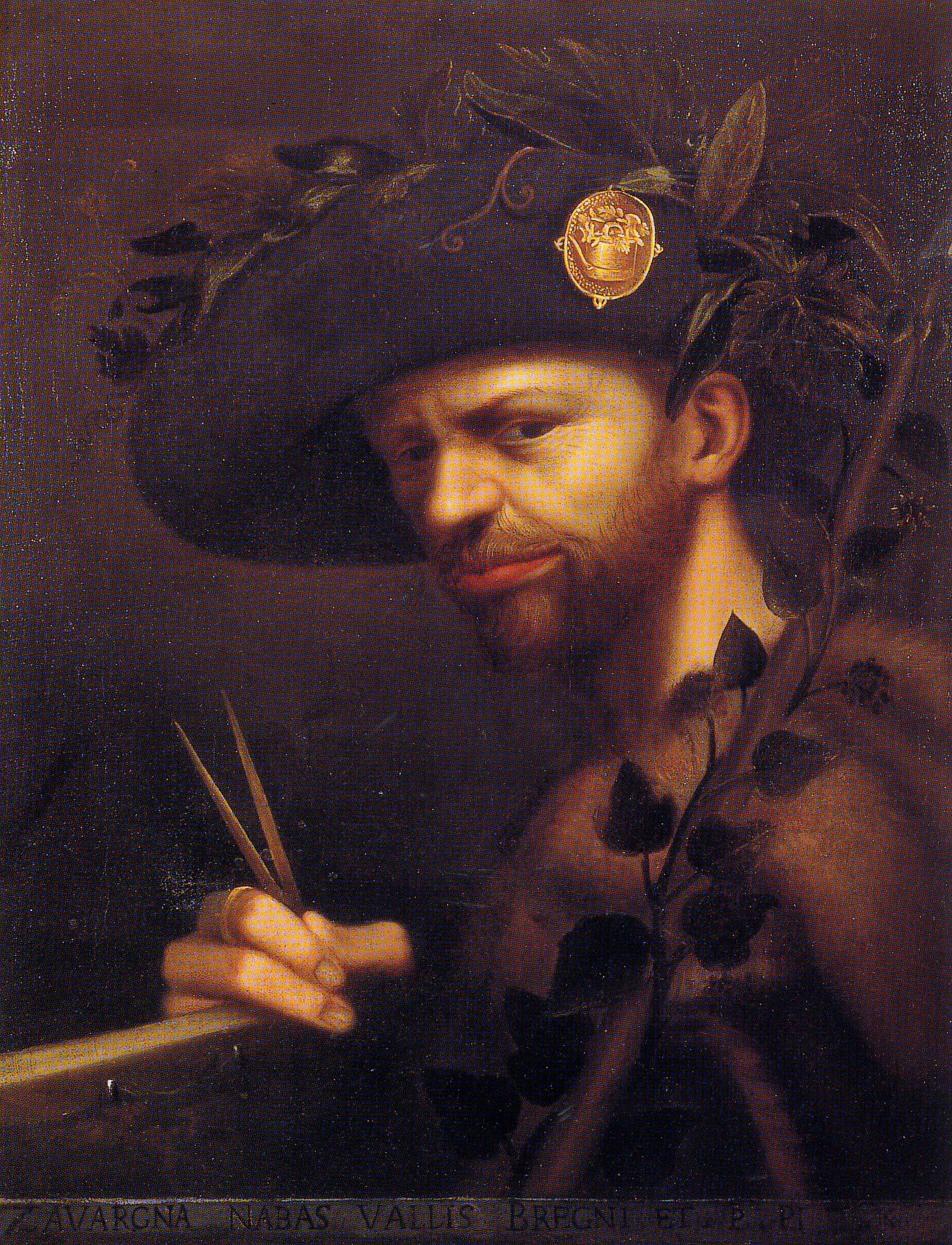
Giovan Paolo Lomazzo, Autoritratto come Abate dell'Accademia della Val di Blenio, Milano, Brera

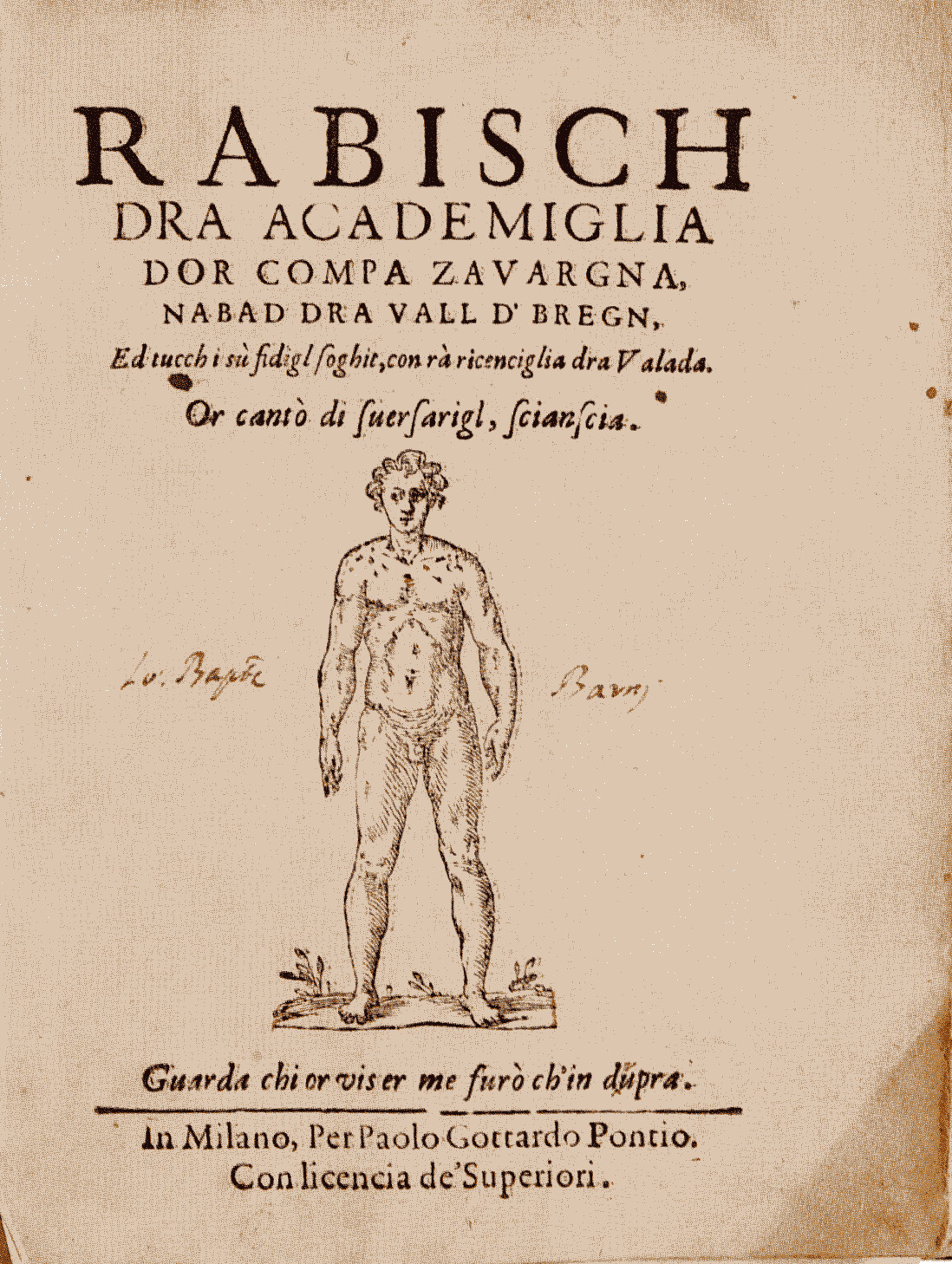
Il frontespizio dei Rabìsch (la raccolta di poesie dialettali dell'accademia)

Singolarissimo consesso di artisti, artigiani, musici, attori teatrali che si riunì a Milano nell'età dell'ultimo Manierismo, l'Accademia dei Facchini fu portata alla luce dagli studi di Dante Isella, che curò nel 1993 l'edizione critica della raccolta poetica dialettale dei Rabìsch (da arabeschi), scritti in lingua 'facchinesca' (una sorta di dialetto ticinese simile a quello dei facchini che giungevano a Milano dalle valli ticinesi, in particolare dalla Val di Blenio.
Il nume tutelare dell'Accademia era Bacco e le poesie incarnavano il lato più estroso e bizzarro dell'ultimo Manierismo, ben rappresentato dalla figura di Giovan Paolo Lomazzo, che ne fu per lunghi anni la guida (nabàd, cioè abate) con il nome fittizio di compà Zavargna.
Il maggior genio ispiratore non poteva che essere Leonardo, con i suoi disegni di personaggi mostruosi e caricaturali, ma anche con il suo talento multiforme, che lo portava a disegnare gioielli, oreficerie, macchine e meccanismi idraulici.

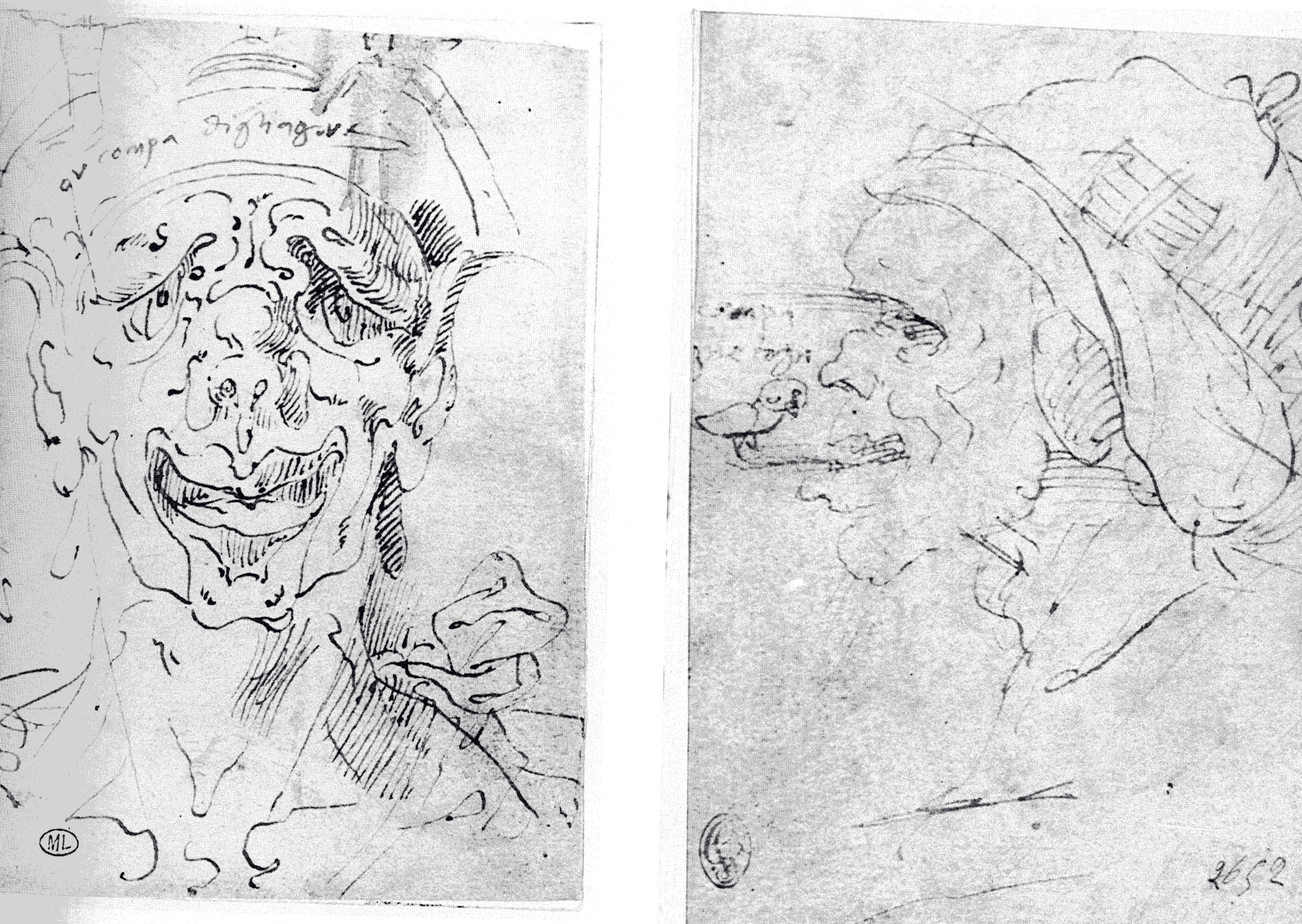
Aurelio Luini, Ol compà Digliagòr e Ol compà Braghetògn (due accademici della Valle?), Milano, Ambrosiana

La raccolta dei Rabìsch (arabeschi, cioè "grotteschi"), scritta in un bizzarro impasto di diversi idiomi (dialetto milanese "facchinizzato", ma anche italiano, bolognese, spagnolo) ricorda per certi versi il latino maccaronico di Teofilo Folengo (citato esplicitamente nei Rabisch) e mostra tracce di dottrine proibite dalla severa censura della controriforma, la teologia orfica, la cabala e la magia naturale, tra cui il De Occulta Philosophia di Cornelio Agrippa di Nettesheim.
Costretta a riunirsi in segreto (il contesto ambientale era quello della Milano di Carlo Borromeo), l'Accademia riuniva, sotto le mentite spoglie di finti nomi popolareschi, personaggi come il bronzista Francesco Brambilla, lo scultore, gioielliere e cristalliere Annibale Fontana, il ricamatore Scipione Delfinone, alcuni pittori (tra cui Aurelio Luini, figlio di Bernardino Luini, e Ottavio Semino) un musico (l'organista del Duomo Giuseppe Caimo), un ingegnere militare e idraulico (Giacomo Soldati).